# Young and Pretty
Young and Pretty — второй студийный альбом японской рок-группы The Blue Hearts, вышедший в 1987 году.

## Об альбоме
Young and Pretty — единственный альбом, на обложке которого изображены члены группы. Около половины песен альбома были записаны ещё до заключения контракта с лейблом. Новые песни спродюсировал Масахидэ Сакума. В некоторых песнях основным вокалистом был Масатоси Масима, Хирото Комото играл на гармонике, также присутствовали клавиши.
Специально для альбома было написано 3 песни: «Tōku Made», «Hoshi o Kudasai», и «Eiyū ni Akogarete». Также предполагалось включить в альбом ещё 2 песни: «Mado o Akeyō» (窓をあけよう Открой окно) и «Hon no Sukoshi Dake» (ほんの少しだけ Маленький бит), но они так и не были включены ни в один альбом.

## Список композиций
1. Kiss Shite Hoshii
(キスしてほしい Я хочу поцелуй)
2. Roku de Nashi II
(ロクデナシⅡ Ублюдок II)
3. Scrap
(スクラップ)
4. Roku de Nashi
(ロクデナシ Ублюдок)
5. Romantic
(ロマンチック)
6. Line o Koete
(ラインを越えて Зайди за черту)
7. Chewing Gum o Kaminagara
(チューインガムをかみながら Пока жуёшь жвачку)
8. Tōku Made
(遠くまで Faraway)
9. Hoshi o Kudasai
(星をください Пожалуйста, подари мне звезду)
10. Restaurant
(レストラン)
11. Eiyū ni Akogarete
(英雄にあこがれて Чтить героя)
12. Chain Gang
(チェインギャングСкованные одной цепью)